# Milford (Kansas)
Pour les articles homonymes, voir Milford.
Milford est une municipalité américaine située dans le comté de Geary au Kansas. Lors du recensement de 2010, sa population est de 530 habitants.

## Géographie
Autrefois située sur la Republican, Milford se trouve aujourd'hui sur les rives du lac Milford, le plus grand lac artificiel du Kansas. Elle est située au nord de Junction City et à l'ouest de Manhattan
La municipalité s'étend sur 0,59 mille carré (1,53 km2).

## Histoire
La localité est fondée en 1855 sous le nom de Bachelder. Son premier bureau de poste (Batcheller) ouvre en 1862 ; il est renommé Milford en 1868 en référence à une ancienne scierie (en anglais : lumber mill) locale.

## Démographie
Selon l'American Community Survey de 2018, la population de Milford est très majoritairement blanche (92 %) avec des petites minorités afro-américaine (3 %) et métisse (3 %). Si 91 % de ses habitants parlent l'anglais à la maison, 8 % y pratiquent l'espagnol. L'âge médian y est de 30 ans, inférieur de 8 ans aux États-Unis. Milford compte un grand nombre de vétérans, plus du tiers de sa population adulte ayant servi dans l'armée.
En termes de niveau de vie, Milford connaît un meilleur revenu médian par foyer (62 500 dollars) et un plus faible taux de pauvreté (4,4 %) que le Kansas (57 422 dollars et 12 %) et les États-Unis (60 293 dollars et 11,8 %),.